# Liste der Kulturdenkmäler in Strickscheid
In der Liste der Kulturdenkmäler in Strickscheid sind alle Kulturdenkmäler der rheinland-pfälzischen Ortsgemeinde Strickscheid aufgeführt. Grundlage ist die Denkmalliste des Landes Rheinland-Pfalz (Stand: 27. Juni 2022).

## Einzeldenkmäler
| Bezeichnung      | Lage                      | Baujahr    | Beschreibung                                                                                      | Bild                           |
| ---------------- | ------------------------- | ---------- | ------------------------------------------------------------------------------------------------- | ------------------------------ |
| Eisenbahnviadukt | südöstlich des Ortes Lage | gegen 1907 | Eisenbahnviadukt der Enztalbahn; fünfbogige bossenquaderverblendete Betonkonstruktion, gegen 1907 | weitere Bilder Fotos hochladen |